# Eurovisiesongfestival 1984
Het Eurovisiesongfestival 1984 was het negenentwintigste Eurovisiesongfestival en vond plaats op 5 mei 1984 in Luxemburg, Luxemburg. Het programma werd gepresenteerd door Désirée Nosbusch.
Van de 19 deelnemende landen won Zweden met het nummer Diggi-loo diggi-ley, uitgevoerd door Herreys. Dit lied kreeg 145 punten, 13,2% van het totale aantal punten. Met 137 punten werd Ierland tweede, gevolgd door Spanje op de derde plaats met 106 punten.

## Interludium
Het interludium werd verzorgd door het Prague Theatre of Illuminated Drawings.

## Puntentelling

### Stemstructuur
Net als vorig jaar werden in de nationale jury punten toegekend aan elk liedje. Het liedje met het meest aantal stemmen, kreeg twaalf punten. De tweede keus kreeg tien punten en de derde plaats tot en met tiende plaats kregen acht tot en met één punten. Stemmen op het eigen land was niet toegestaan.

### Score bijhouden
De score werd bijgehouden op een scorebord dat in de zaal hing. De landen stonden in het Frans aangeduid op het bord. Achter elk land stond het totale aantal punten.
De gegeven punten werden gelijk bij het totaal van het land opgeteld. De presentatrice stond op het podium, schuin voor het scorebord.
Het land dat gebeld ging worden was kort herkenbaar aan een streepje dat brandde voor het totale aantal punten. Dit verdween weer zodra het land aan de lijn was.
Nadat een land alle punten had gegeven, knipperde het totaal van het land dat het meeste aantal punten had.

### Stemmen
Het bellen van de landen ging op volgorde van deelname. Het geven van de punten gebeurde in volgorde van laag naar hoog. De vertegenwoordiger van het land noemde het land en het aantal punten in het Engels of Frans. De presentatrice herhaalde dit in de taal waarin de punten gegeven werden om daarna beide gegevens in de andere taal te herhalen. Daarbij werd zowel in het Engels als het Frans points gebruikt.

### Beslissing
Toen Portugal als laatste moest stemmen, was het verschil tussen Zweden (141) en Ierland (135) maar zes punten. Ierland ontving van de Portugezen echter maar twee punten, waardoor gelijk duidelijk was dat Zweden zou winnen.

### Resultaat
| Plaats | Land                | Artiest                   | Titel                              | Punten |
| ------ | ------------------- | ------------------------- | ---------------------------------- | ------ |
| 1      | Zweden              | Herreys                   | Diggi-loo diggi-ley                | 145    |
| 2      | Ierland             | Linda Martin              | Terminal 3                         | 137    |
| 3      | Spanje              | Bravo                     | Lady, lady                         | 106    |
| 4      | Denemarken          | Hot Eyes                  | Det' lige det                      | 101    |
| 5      | België              | Jacques Zegers            | Avanti la vie                      | 70     |
| 5      | Italië              | Alice & Battiato          | I treni di Tozeur                  | 70     |
| 7      | Verenigd Koninkrijk | Belle & The Devotions     | Love games                         | 63     |
| 8      | Frankrijk           | Annick Thoumazeau         | Autant d'amoureux que d'étoiles    | 61     |
| 9      | Finland             | Kirka                     | Hengaillaan                        | 46     |
| 10     | Luxemburg           | Sophie Carle              | 100% d'amour                       | 39     |
| 11     | Portugal            | Maria Guinot              | Silêncio e tanta gente             | 38     |
| 12     | Turkije             | Beş Yıl Önce On Yıl Sonra | Halay                              | 37     |
| 13     | Duitsland           | Mary Roos                 | Aufrecht geh'n                     | 34     |
| 13     | Nederland           | Maribelle                 | Ik hou van jou                     | 34     |
| 15     | Cyprus              | Andy Paul                 | Anna Maria Lena                    | 31     |
| 16     | Zwitserland         | Rainy Day                 | Welche Farbe hat der Sonnenschein? | 30     |
| 17     | Noorwegen           | Dollie de Luxe            | Lenge leve livet                   | 29     |
| 18     | Joegoslavië         | Vlado & Izolda            | Ciao amore                         | 26     |
| 19     | Oostenrijk          | Anita                     | Einfach weg                        | 5      |

## Deelnemers

### Terugkerende artiesten
| Land      | Artiest                       | Plaats | Eerdere deelname                    | Plaats toen |
| --------- | ----------------------------- | ------ | ----------------------------------- | ----------- |
| Duitsland | Mary Roos                     | 13     | Duitsland 1972                      | 3           |
| Spanje    | Amaya Saizar (deel van Bravo) | 3      | Spanje 1980 (deel van Trigo Limpio) | 12          |

### Nationale keuzes
Voor de Ierse deelneemster Linda Martin was het de eerste deelname, maar het hadden er meer kunnen zijn, ze had namelijk al vier keer meegedaan aan de nationale preselectie en zou in 1992 het festival zelfs nog op haar naam schrijven. Voor de Finse kandidaat Kirka was de achtste keer pas de goede.
Elisabeth Andreassen, die twee jaar geleden meedeed als deel van de groep Chips, waagde nu solo haar kans bij Melodifestivalen. In Noorwegen deed Ellen Nikolaysen weer mee, in 1973 en 1975 stond ze al eens op het songfestival. In Cyprus deed Jimmy Makulis mee die 23 jaar geleden al eens voor Oostenrijk aantrad. De groep Sheeba (ESF '81) was er in Ierland opnieuw bij, dit keer werden ze vierde. Tommy Seebach (ESF '79 en '81) eindigde vierde in de Dansk Melodi Grand Prix, waar John Hatting van de groep Brixx (Eurovisiesongfestival 1982) achtste werd. Gary Lux van de groep Westend, die een jaar eerder voor Oostenrijk had gezongen, waagde opnieuw zijn kans en werd tweede. Hij ging echter toch naar het songfestival om Anita te ondersteunen, al heeft het niet veel geholpen want ze werd laatste. In Turkije deden ex-deelnemers Aysegül Aldinç (ESF '81) en Neco (Eurovisiesongfestival 1982) mee. In Zwitserland was Arlette Zola er opnieuw bij na haar derde plaats op het Eurovisiesongfestival 1982. Ook in Portugal heel wat bekende namen met de groep Doce (Eurovisiesongfestival 1982), Paulo de Carvalho (ESF '74 en '77) en Fernando Tordo (ESF '73 en  '77).

### Terugkerende landen
- Ierland: Ierland keerde na een jaar van afwezigheid weer terug op het songfestival.

### Terugtrekkende landen
- Israël: De Israëlische zangeres Ilanit die in 1973 en 1977 al eens haar land vertegenwoordigde, was door de IBA aangewezen om met het nummer "Balalaika" mee te doen. De IBA trok haar inzending echter terug toen bleek dat de datum van het festival op een nationale Israëlische herdenkingsdag viel. (Zie ook Israël op het Eurovisiesongfestival.)
- Griekenland: verscheen niet opnieuw na eenmalige terugkeer op het Eurovisiepodium. Het slechte resultaat van 1983 zou een rol kunnen spelen. Een andere reden dat Griekenland niet deelnam zou zijn dat aartsrivaal Turkije meedeed. (Zie ook Griekenland op het Eurovisiesongfestival.)

### Kaart

Deelnemende landen
Landen die eerder al meegedaan hadden, maar niet meededen